# Ocularia kaszabi
Ocularia kaszabi là một loài bọ cánh cứng trong họ Cerambycidae.